# Contea di Borsod-Abaúj-Zemplén
Borsod-Abaúj-Zemplén è una contea dell'Ungheria nordorientale al confine con la Slovacchia. La contea conta 667 594 abitanti con una densità di 92,12 abitanti per chilometro quadrato, la superficie della zona è di 7247,17 km² e il suo capoluogo è Miskolc, confina con le altre contee di Nógrád, Heves, Jász-Nagykun-Szolnok, Hajdú-Bihar e Szabolcs-Szatmár-Bereg.

## Struttura della contea
Borsod-Abaúj-Zemplén è la contea dei numeri estremi: è la contea della terza città dell'Ungheria (Miskolc) che è la seconda città per estensione territoriale, e che rappresenta un quarto della popolazione dell'intera contea, d'altro canto, la contea è piena di frazioni con meno di 200 abitanti.
In tutto vi sono 23 città e 300 paesi.
Con un totale di 355 tra Città e paesi è la contea con il maggior numero di comuni in Ungheria.
Circa la metà della popolazione vive nelle città.
 Città di rilevanza comitale 
- Miskolc (capoluogo)

 Città 
(in ordine di popolazione, come da censimento 2001)
- Abaújszántó (3422)
- Borsodnádasd (3605)
- Cigánd (3299)
- Edelény (11.220)
- Emőd (5471)
- Encs (7000)
- Felsőzsolca (7157)
- Gönc (2254)
- Kazincbarcika (32.934)
- Mezőcsát (6578)
- Mezőkövesd (17.995)
- Nyékládháza (5021)
- Ózd (39.114)
- Pálháza (1114)
- Putnok (7625)
- Sajószentpéter (13.343)
- Sárospatak (14.718)
- Sátoraljaújhely (18.352)
- Szendrő (4355)
- Szerencs (10.213)
- Szikszó (6062)
- Tiszaújváros (17.581)
- Tokaj (5155)

 Altri comuni 
- Abaújalpár
- Abaújkér
- Abaújlak
- Abaújszolnok
- Abaújvár
- Abod
- Aggtelek
- Alacska
- Alsóberecki
- Alsódobsza
- Alsógagy
- Alsóregmec
- Alsószuha
- Alsótelekes
- Alsóvadász
- Alsózsolca
- Arka
- Arló
- Arnót
- Aszaló
- Ároktő
- Baktakék
- Balajt
- Baskó
- Bánhorváti
- Bánréve
- Becskeháza
- Bekecs
- Berente
- Beret
- Berzék
- Bodroghalom
- Bodrogkeresztúr
- Bodrogkisfalud
- Bodrogolaszi
- Bogács
- Boldogkőújfalu
- Boldogkőváralja
- Boldva
- Borsodbóta
- Borsodgeszt
- Borsodivánka
- Borsodszentgyörgy
- Borsodszirák
- Bódvalenke
- Bódvarákó
- Bódvaszilas
- Bózsva
- Bőcs
- Bükkaranyos
- Bükkábrány
- Bükkmogyorósd
- Bükkszentkereszt
- Bükkzsérc
- Büttös
- Csenyéte
- Cserépfalu
- Cserépváralja
- Csernely
- Csincse
- Csobaj
- Csobád
- Csokvaomány
- Damak
- Dámóc
- Debréte
- Detek
- Dédestapolcsány
- Domaháza
- Dövény
- Dubicsány
- Egerlövő
- Erdőbénye
- Erdőhorváti
- Égerszög
- Fancsal
- Farkaslyuk
- Fáj
- Felsőberecki
- Felsődobsza
- Felsőgagy
- Felsőkelecsény
- Felsőnyárád
- Felsőregmec
- Felsőtelekes
- Felsővadász
- Filkeháza
- Fony
- Forró
- Fulókércs
- Füzér
- Füzérkajata
- Füzérkomlós
- Füzérradvány
- Gadna
- Gagyapáti
- Gagybátor
- Gagyvendégi
- Galvács
- Garadna
- Gelej
- Gesztely
- Girincs
- Golop
- Gömörszőlős
- Göncruszka
- Györgytarló
- Halmaj
- Hangács
- Hangony
- Harsány
- Háromhuta
- Hegymeg
- Hejce
- Hejőbába
- Hejőkeresztúr
- Hejőkürt
- Hejőpapi
- Hejőszalonta
- Hercegkút
- Hernádbűd
- Hernádcéce
- Hernádkak
- Hernádkércs
- Hernádnémeti
- Hernádpetri
- Hernádszentandrás
- Hernádszurdok
- Hernádvécse
- Hét
- Hidasnémeti
- Hidvégardó
- Hollóháza
- Homrogd
- Igrici
- Imola
- Ináncs
- Irota
- Izsófalva
- Jákfalva
- Járdánháza
- Jósvafő
- Karcsa
- Karos
- Kács
- Kánó
- Kány
- Károlyfalva
- Kázsmárk
- Kelemér
- Kenézlő
- Keresztéte
- Kesznyéten
- Kéked
- Királd
- Kiscsécs
- Kisgyőr
- Kishuta
- Kiskinizs
- Kisrozvágy
- Kissikátor
- Kistokaj
- Komjáti
- Komlóska
- Kondó
- Korlát
- Kovácsvágás
- Köröm
- Krasznokvajda
- Kupa
- Kurityán
- Lak
- Lácacséke
- Ládbesenyő
- Legyesbénye
- Léh
- Lénárddaróc
- Litka
- Makkoshotyka
- Martonyi
- Mád
- Mályi
- Mályinka
- Megyaszó
- Meszes
- Mezőkeresztes
- Mezőnagymihály
- Mezőnyárád
- Mezőzombor
- Méra
- Mikóháza
- Mogyoróska
- Monaj
- Monok
- Muhi
- Múcsony
- Nagybarca
- Nagycsécs
- Nagyhuta
- Nagykinizs
- Nagyrozvágy
- Nekézseny
- Nemesbikk
- Négyes
- Novajidrány
- Nyésta
- Nyíri
- Nyomár
- Olaszliszka
- Onga
- Ormosbánya
- Oszlár
- Ónod
- Pamlény
- Parasznya
- Pácin
- Pányok
- Pere
- Perecse
- Perkupa
- Prügy
- Pusztafalu
- Pusztaradvány
- Radostyán
- Ragály
- Rakaca
- Rakacaszend
- Rásonysápberencs
- Rátka
- Regéc
- Répáshuta
- Révleányvár
- Ricse
- Rudabánya
- Rudolftelep
- Sajóbábony
- Sajóecseg
- Sajógalgóc
- Sajóhídvég
- Sajóivánka
- Sajókaza
- Sajókápolna
- Sajókeresztúr
- Sajólád
- Sajólászlófalva
- Sajómercse
- Sajónémeti
- Sajóörös
- Sajópálfala
- Sajópetri
- Sajópüspöki
- Sajósenye
- Sajószöged
- Sajóvámos
- Sajóvelezd
- Sály
- Sárazsadány
- Sáta
- Selyeb
- Semjén
- Serényfalva
- Sima
- Sóstófalva
- Szakácsi
- Szakáld
- Szalaszend
- Szalonna
- Szászfa
- Szegi
- Szegilong
- Szemere
- Szendrőlád
- Szentistván
- Szentistvánbaksa
- Szin
- Szinpetri
- Szirmabesenyő
- Szomolya
- Szögliget
- Szőlősardó
- Szuhafő
- Szuhakálló
- Szuhogy
- Taktabáj
- Taktaharkány
- Taktakenéz
- Taktaszada
- Tarcal
- Tard
- Tállya
- Telkibánya
- Teresztenye
- Tibolddaróc
- Tiszabábolna
- Tiszacsermely
- Tiszadorogma
- Tiszakeszi
- Tiszaladány
- Tiszalúc
- Tiszapalkonya
- Tiszatardos
- Tiszatarján
- Tiszavalk
- Tolcsva
- Tomor
- Tornabarakony
- Tornakápolna
- Tornanádaska
- Tornaszentandrás
- Tornaszentjakab
- Tornyosnémeti
- Trizs
- Sárazsadány
- Uppony
- Újcsanálos
- Vadna
- Vajdácska
- Varbó
- Varbóc
- Vatta
- Vágáshuta
- Vámosújfalu
- Vilmány
- Vilyvitány
- Viss
- Viszló
- Vizsoly
- Zalkod
- Zádorfalva
- Zemplénagárd
- Ziliz
- Zubogy
- Zsujta